# Fëdor Vasil'evič Orlov-Denisov
Conte Fëdor Vasil'evič Orlov-Denisov, in russo Фёдор Васильевич Орлов-Денисов? (1802 – Nizza, 3 aprile 1865), è stato un generale russo.

## Biografia
Era il figlio dell'eroe della guerra del 1812, Vasilij Vasil'evič Orlov-Denisov (1775-1843), e di sua moglie, Marija Alekseevna Vasil'eva (1784-1829).

## Carriera
Servì come un cadetto del reggimento cosacco e il 30 agosto 1821 è stato promosso al grado di cornetta.
Nel 1828 prese parte alla guerra contro i turchi. Immediatamente dopo il completamento di questa guerra, venne mandato al confine delle province di Podol'sk e Cherson.
Nel 1831 prese parte alla repressione della rivolta polacca. Poi, il 5 giugno lui e due squadroni del reggimento cosacco attaccarono il distaccamento d'avanguardia Gelguda, lo sconfissero e fecero molti prigionieri e il 16 luglio attaccarono un distacco di ribelli, li sconfissero e catturarono due ufficiali di stato maggiore, 30 ufficiali superiori e circa 500 persone di rango inferiore. Per queste azioni venne promosso a capitano.
Il 23 aprile 1834 venne nominato aiutante di campo, il 25 giugno 1837 venne promosso a colonnello e il 7 aprile 1846 a maggior generale.
Nel 1849 venne nominato Capo di Stato Maggiore delle truppe cosacche. Nel 1851, per motivi di salute, si ritirò, ma il 18 giugno 1853 è stato riassegnato ai reggimenti cosacchi e l'anno successivo fu nominato aiutante generale.
Partecipò alla Guerra di Crimea. Spostando le truppe russe dal lato sud di Sebastopoli a quello nord, il conte venne rimosso dall'incarico e ritornò a San Pietroburgo.
Il 26 agosto 1856 venne promosso a tenente generale.

## Matrimonio
Sposò Elizaveta Alekseevna Nikitina (1817-1898), unica figlia del generale di cavalleria Aleksej Petrovič Nikitin. Ebbero cinque figli:
- Aleksandra Fëdorovna (1837-1892), sposò il conte Nikolaj Pavlovič Grabbe, ebbero due figli;
- Marija Fëdorovna (1838-1913), sposò in prime nozze Nikolaj Ivanovič Musin-Puškin e in seconde nozze Grigorij Sergeevič Golicyn;
- Nikolaj Fëdorovič (1839-1897);
- Aleksej Fëdorovič (1841-1907);
- Elena Fëdorovna (1843-1898), sposò Michail Pavlovič Tučkov.

## Morte
Morì il 3 aprile 1865 a Nizza.